# 宮田まこ
宮田 まこ（みやた まこ、本名：宮田雅子〔みやた まさこ〕、1973年6月15日 - ）は、女性歌手。

## 概要・人物
愛知県出身。血液型はO型。

5歳で舞台デビュー以来、NHK「中学生日記～雅子の長い朝～」(1988年)、名古屋市文化振興事業団主催ミュージカル「サウンド・オブ・ミュージック(ルイザ役)」、「火曜ワイド劇場」、NHKドラマ等々の出演を経て、1994年にアルバム『星のカービィ 夢の泉の物語』でデビュー。